# Cabeço da Rochinha
O Cabeço da Rochinha é uma elevação portuguesa de origem vulcânica localizada no concelho da Lajes do Pico, ilha do Pico, arquipélago dos Açores.
Este acidente geológico tem o seu ponto mais elevado a 654 metros de altitude acima do nível do mar e encontra-se entre a Latitude de 38.4333 e a longitude de 28.1333, nas imediações desta formação o Cabeço das Cabras, o Cabeço do Lopes e a Lagoa Negra.